# Limoeiro de Anadia
Limoeiro de Anadia is een gemeente in de Braziliaanse deelstaat Alagoas. De gemeente telt 25.747 inwoners (schatting 2009).